# Ate de Jong
Ate de Jong (nascut el 1953) és un director de cinema i televisió, productor de cinema i guionista holandès. És més conegut com a productor de The Discovery of Heaven (2001), nominat per a una Vedella d'Or, i Het Bombardement  (2012).

## Filmografia

### Director
- Alle dagen feest (1976)
- Blindgangers (1977)
- Dag Dokter (1978)
- Bekende gezichten, gemengde gevoelens (1980)
- Een vlucht regenwulpen (1981)
- Brandende liefde (1983)
- In de schaduw van de overwinning (1986)
- Miami Vice (1 episodi, 1987) - "Missing Hours"[2]
- Drop Dead Fred (1991)
- Highway to Hell (1992)
- Tödliche Lüge (1993) (TV)
- All Men Are Mortal (1995)
- Eine kleine Nachtmerrie (1996) TV series
- Wenn ich nicht mehr lebe (1996) (TV)
- Wenn der Präsident 2x klingelt (1997) (TV)
- Die Straßen von Berlin (1 episodi, 1999) - "Hackfleisch"
- Fogbound (2002)
- Ek lief jou (2011)
- Het Bombardement (2012)[3]
- Deadly Virtues: Love.Honour.Obey. (2014)[4]
- Love Is Thicker Than Water (2016)

### Guionista
- Alle dagen feest (1976)
- Blindgangers (1977)
- Dag Dokter (1978)
- Bekende gezichten, gemengde gevoelens (1980)
- Een vlucht regenwulpen (1981)
- Brandende liefde (1983)
- In de schaduw van de overwinning (1986)
- Een maand later (1987)
- All Men Are Mortal (1995)
- Die Straßen von Berlin (1 episodi, 1999)
- Fogbound (2002)

### Productor
- Left Luggage (1998)
- Enigma (2001) (productor associat)
- The Discovery of Heaven (2001)
- Fogbound (2002) (productorr)
- Zomerhitte (2008) (productor)
- Zwart Water (2009) (post-production) (productor executiu)